# RNA editace

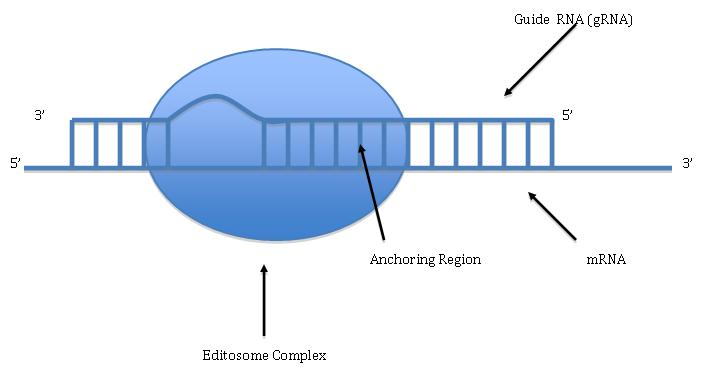
Komplex editosomu upravujícího mRNA podle informace nesené v gRNA. gRNA je přesně komplementární k 3' konci mRNA ("kotvící oblast", anchor region), oblasti mRNA, které přesně neodpovídají sekvenci gRNA jsou podle gRNA upraveny vložením nebo odebráním zbytků uracilu

RNA editace je proces posttranskripční úpravy RNA, kterým některé buňky vyvolávají specifické změny v sekvenci nukleotidů v molekule RNA poté, co byla syntetizována RNA polymerázou, sekvence editované RNA tedy neodpovídá sekvenci genu, který ji kóduje. Editace RNA je relativně vzácný pochod a běžné posttranskripční modifikace, jako přidání 5'čepičky, polyadenylace nebo splicing, se většinou jako "editace RNA" neoznačují.
RNA editace probíhá ve všech doménách života, u eukaryot (včetně jejich semiautonomních organel) a jejich virů, bakterií, archebakterií. U obratlovců je editace RNA relativně vzácná a bodově mění některé molekuly RNA, u některých organismů, například kinetoplasid probíhá takzvaná pan-editace, při které je upravena většina nukleotidů v RNA sekvenci některých mRNA
Po biochemické stránce je RNA editace řada různých pochodů, které se v evoluci vyvinuly nezávisle. Jedná se především o deaminace, přeměnu cytidinu na uridin a adenosinu na inosin. Dalším významným typem je přidávání nebo odebírání nukleotidů nezávisle na templátu.
Speciálně v poslední době se diskutuje o rozsáhlé editaci RNA u hlavonožců (Sciencemag, Gate2Biotech).

## Další literatura
- NISHIKURA, Kazuko. Editor meets silencer: crosstalk between RNA editing and RNA interference. Nature Reviews Molecular Cell Biology. 2006-12-01, roč. 7, čís. 12, s. 919–931. DOI:10.1038/nrm2061.